# Prophylaxe Impuls
prophylaxe impuls ist eine zahnärztliche Fachzeitschrift, die im Zahnärztlichen Fach-Verlag. Das redaktionelle Konzept von prophylaxe impuls vereint in jeder Ausgabe Wissenschaft und Praxis. Der wissenschaftliche Teil ermöglicht Zahnärzten durch Literaturstudium Fortbildungspunkte zu erwerben. Der Praxisteil vermittelt den zahnmedizinischen Assistenzberufen (Zahnmedizinischen Fachangestellten (ZFA), Zahnmedizinischen Prophylaxeassistentinnen (ZMP), Zahnmedizinischen Fachassistentinnen (ZMF), Zahnmedizinischen Verwaltungsassistentinnen (ZMV) und Dentalhygienikerinnen (DH)) aktuelles Wissen zu zahnmedizinischen Prophylaxe-Maßnahmen, zur Patienten-Motivation und zur häuslichen Mundhygiene sowie zur Abrechnung.

## Themen/Rubriken
„prophylaxe impul“s ist das offizielle Organ der GPZ Gesellschaft für Präventive Zahnheilkunde und von ZP Zukunft Prophylaxe.
Zielgruppe des Fachmagazins ist die Prophylaxe-orientierte Zahnarztpraxis. Die zwei redaktionellen Schwerpunkte Wissenschaft und Praxis binden einerseits Zahnärzte ein und bieten anderseits für die Prophylaxe-Mitarbeiterinnen praxis- und patientenbezogene Informationen. Der Praxisteil umfasst die Rubriken „Prophylaxe aktuell“, „Praxis-Team“, „Abrechnung“, „Fortbildung “und „Prophylaxe-Markt“ mit Beiträge zu professionellen Präventionsmaßnahmen in der Zahnarztpraxis über die häusliche Mundhygiene bis zu individuellen Ernährungs- oder Produktempfehlungen.